# Клитий (гигант)
Вижте пояснителната страница за други значения на Клитий.
Клитий (Klytios) в древногръцката митология е един от Гигантите, които нападат олимпийските Богове (Гигантомахия).
Той е син на Гея с кръвта на скопения Уран.
Той е изгорен от богинята на вълшебството Хеката с факли от пещерата и както всички гиганти убит със стрела от Херакъл.